# Río Toconce
El río Toconce es un curso de agua que fluye en la Región de Antofagasta, Chile, en su sector nororiente y desemboca en el río Salado (Loa).

## Trayecto
Nace en las faldas del Cerro Toconce, en la cota 4250 m s. n. m., y tiene una longitud aproximada de 25 km. En su recorrido recoge los aportes de las aguas de los afluentes del río Linzor y los afloramientos de Ojo Mayor y Ojo Menor. 
Unos 3 km aguas abajo de la descarga de río Linzor recibe los aportes del río Hojalar, los que son conducidos a través de un acueducto hasta la Cuenca del Toconce. A 7 km aguas abajo, en el sector denominado Patillon, los agricultores del poblado de Toconce realizan una extracción de agua. Aguas abajo de ese punto, aproximadamente 6 km existe la captación Toconce con la cual se extrae agua para producir agua potable. A 9 km de este lugar el río descarga sus aguas al río Salado (Loa), en la cota 3150 m s. n. m., aproximadamente.

## Caudal y régimen
Sobre las mediciones del caudal hechas por la Dirección General de Aguas concluye el informe de la entidad administrativa:: 51–52 
Esta estación está ubicada en el río Toconce, afluente del Salado, antes de la represa Sendos, tal como lo señala su nombre.
En la tabla 4.9 y figura 4.9  (ver diagrama) se observa que esta estación muestra un régimen pluvial, con sus mayores caudales en verano, producto de lluvias altiplánicas. En años húmedos, los mayores caudales se observan en enero, mientras que desde abril a diciembre se observan caudales muy parejos. En años secos los caudales son prácticamente constantes en todo el año, sin mostrar variaciones importantes.

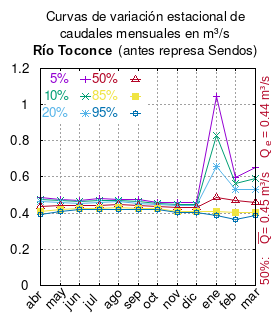
Curva de Variación Estacional Río Toconce antes de la Represa Sendos.

El caudal del río (en un lugar fijo) varía en el tiempo, por lo que existen varias formas de representarlo. Una de ellas son las curvas de variación estacional que, tras largos periodos de mediciones, predicen estadísticamente el caudal mínimo que lleva el río con una probabilidad dada, llamada probabilidad de excedencia. La curva de color rojo ocre (con {\displaystyle {\color {Red}\vartriangle }}) muestra los caudales mensuales con probabilidad de excedencia de un 50%. Esto quiere decir que ese mes se han medido igual cantidad de caudales mayores que caudales menores a esa cantidad. Eso es la mediana (estadística), que se denota Qe, de la serie de caudales de ese mes. La media (estadística) es el promedio matemático de los caudales de ese mes y se denota {\displaystyle {\overline {Q}}}. 
Una vez calculados para cada mes, ambos valores son calculados para todo el año y pueden ser leídos en la columna vertical al lado derecho del diagrama. El significado de la probabilidad de excedencia del 5% es que, estadísticamente, el caudal es mayor solo una vez cada 20 años, el de 10% una vez cada 10 años, el de 20% una vez cada 5 años, el de 85% quince veces cada 16 años y la de 95% diecisiete veces cada 18 años. Dicho de otra forma, el 5% es el caudal de años extremadamente lluviosos, el 95% es el caudal de años extremadamente secos. De la estación de las crecidas puede deducirse si el caudal depende de las lluvias (mayo-julio) o del derretimiento de las nieves (septiembre-enero).

## Historia
Luis Risopatrón lo describe en su Diccionario Jeográfico de Chile en 1924 sobre el río:: 238 
Toconce (Rio). Es de buena agua, nace en el ojo de Línzor, corta en abrupto tajo el cordón que se desprende al S del cerro de aquel nombre, corre hacia el W i se vácia en la márjen N del rio Salado, del Loa. 116, p. 106, 110 i 140; 154; i 156; i Toconzo en 1, x, p. 199.